# 더콘텐츠온
더콘텐츠온(The Contents ON Inc.)은 2012년에 설립된 대한민국의 영화 수입·배급사이다.

## 주요 작품
- 주디
- 허슬러
- 롱 샷
- 존 윅 3: 파라벨룸
- 죽지 않는 인간들의 밤
- 틴 스피릿
- 내안의 그놈
- 원더풀 고스트
- 킬러의 보디가드
- 라스트 위치 헌터
- 립반윙클의 신부
- 핫 썸머 나이츠
- 언니
- 암전
- 47미터 2
- 날씨의 아이 (더빙판)
- 카운트다운
- 그레텔과 헨젤
- 무녀도 (애니메이션)